# Cronologia dell'evoluzione dei vertebrati
Sequenza dei momenti più importanti nella cronologia dell'evoluzione dei vertebrati.

## Eone Fanerozoico
- intorno a 542 milioni di anni fa (542,0 ± 1,0 milioni di anni fa)[1]
  - Inizio dell'eone Fanerozoico (fino a oggi) .[1]

## Era Paleozoica
- intorno a 542 milioni di anni fa (542,0 ± 1,0 milioni di anni fa)[1]
  - Inizio dell'Era Paleozoica (fino a 252,17 ± 0,06 milioni di anni fa) dell'eone Fanerozoico .[1]

 Periodo Cambriano 
- intorno a 542 milioni di anni fa (542,0 ± 1,0 milioni di anni fa)[1]
  - Inizio del periodo Cambriano (fino a 485,4 ± 1,9 milioni di anni fa) dell'Era Paleozoica.[1]

 Epoca Terranoviana, o Cambriano inferiore I (542 - 521 milioni di anni fa) 
- intorno a 540 milioni di anni fa (Terranoviano - Cambriano)
  - Presunta comparsa del Superphylum Deuterostomia, (comprendente i Phylum Chaetognatha, Hemichordata, Echinodermata e Chordata, quest'ultimo comprendente i tetrapodi e l'Uomo).
- intorno a 539 milioni di anni fa (Terranoviano - Cambriano)
  - Presunta comparsa del  phylum Echinodermata, parafiletico al phylum Chordata, (quest'ultimo antenato dei tetrapodi e dell'Uomo).
- intorno a 538 milioni di anni fa (Terranoviano - Cambriano)
  - Presunta comparsa del Phylum Hemichordata, parafiletico al phylum Chordata, (quest'ultimo antenato dei tetrapodi e dell'Uomo).
- intorno a 536 milioni di anni fa (Terranoviano - Cambriano)
  - Presunta comparsa del Subphylum Cephalochordata), primo sottotipo del Phylum Chordata, antenato dei tetrapodi e dell'Uomo).
- intorno a 535 milioni di anni fa (Terranoviano - Cambriano)
  - Presunta comparsa di Haikouichthys, (Ordine Myllokunmingiidae, Infraphylum Agnatha), primo esponente del Subphylum Vertebrata), antenato dei tetrapodi e dell'Uomo).
- intorno a 525 milioni di anni fa (Terranoviano - Cambriano)
  - Presunta comparsa di Myllokunmingia, Ordine Myllokunmingiidae, Infraphylum Agnatha (Subphylum Vertebrata), parafiletico del Infraphylum Gnathostomata, antenato dei tetrapodi e dell'Uomo).

 Epoca del Cambriano inferiore II (521 - 509 milioni di anni fa) 
- intorno a 520 milioni di anni fa (Cambriano epoca II - Cambriano)
  - Presunta comparsa della Classe Conodonti, Infraphylum Agnatha (Subphylum Vertebrata, parafiletico del Infraphylum Gnathostomata, antenato dei tetrapodi).

 Epoca Miaolingiana, o Cambriano medio (509 - 493 milioni di anni fa) 
- iantorno a 500 milioni di anni fa (Guzhangiano - Miaolingiano - Cambriano)
  - Presunta comparsa dell'ordine Eoconodontus (Classe Conodonti, Infraphylum Agnatha (Subphylum Vertebrata, parafiletico del Infraphylum Gnathostomata, antenato dei tetrapodi).

 Epoca Furongiana, o Cambriano superiore (493 - 485 milioni di anni fa) 
- intorno a 490 milioni di anni fa (Cambriano X - Furongiano - Cambriano)
  - Presunta comparsa dell'ordine Paraconodontida (Classe Conodonti, Infraphylum Agnatha (Subphylum Vertebrata, parafiletico del Infraphylum Gnathostomata, antenato dei tetrapodi).
- intorno a 488 milioni di anni fa (Cambriano X - Furongiano - Cambriano)
  - Presunto evento di Estinzione di massa Cambriano - Ordoviciano, ove si estinsero la maggior parte dei Conodonti.

 Periodo Ordoviciano 
- intorno a 485 milioni di anni fa (485,4 ± 1,9 milioni di anni fa)[1]
  - Inizio del periodo Ordoviciano (fino a 443,8 ± 1,5 milioni di anni fa) dell'Era Paleozoica.[1]

 Epoca dell'Ordoviciano inferiore (485 - 473 milioni di anni fa) 
- intorno a 485 milioni di anni fa (Tremadociano - Ordoviciano inferiore - Ordoviciano)
  - Presunta comparsa del Iapetognathus fluctivagus (Classe Conodonti, Infraphylum Agnatha (Subphylum Vertebrata, parafiletico del Infraphylum Gnathostomata, antenato dei tetrapodi).
- intorno a 480 milioni di anni fa (Tremadociano - Ordoviciano inferiore - Ordoviciano)
  - Presunta comparsa della sottoclasse Arandaspida (Classe Pteraspidomorphi, Infraphylum Agnatha (Subphylum Vertebrata, parafiletico del Infraphylum Gnathostomata, antenato dei tetrapodi).
- intorno a 475 milioni di anni fa (Floiano - Ordoviciano inferiore - Ordoviciano)
  - Presunta comparsa della sottoclasse Heterostraci (Classe Pteraspidomorphi, Infraphylum Agnatha (Subphylum Vertebrata, parafiletico del Infraphylum Gnathostomata, antenato dei tetrapodi).

 Epoca dell'Ordoviciano medio (473 - 462 milioni di anni fa) 
- intorno a 462 milioni di anni fa (Darriwiliano - Ordoviciano medio - Ordoviciano)
  - Presunta comparsa del Infraphylum Gnathostomata (Subphylum Vertebrata (comprendente i Supergruppi Teleostomi e Placodermi), antenato dei tetrapodi.

 Epoca dell'Ordoviciano superiore (462 - 444 milioni di anni fa) 
- intorno a 445 milioni di anni fa (Hirnantiano - Ordoviciano superiore - Ordoviciano)
  - Presunta comparsa del Supergruppo Teleostomi (comprendente anche i gruppi Euteleostomi e Acanthodii) (Superclasse pesci), antenato dei tetrapodi.

 Periodo Siluriano 
- intorno a 444 milioni di anni fa (443,7 ± 1,5 milioni di anni fa)[1]
  - Inizio del periodo Siluriano (fino a 416,0 ± 2,8 milioni di anni fa) dell'Era Paleozoica.[1]

 Epoca Llandoveriana (444 - 428 milioni di anni fa) 
- intorno a 430 milioni di anni fa (Telychiano - Llandovery - Siluriano)
  - Presunta comparsa del gruppo Acanthodii o Squali spinosi, pesci primordiali estinti del  Supergruppo Teleostomi (comprendente anche il gruppo Euteleostomi, Superclasse pesci, antenato dei tetrapodi).

 Epoca Wenlockiana (428 - 413 milioni di anni fa) 
- intorno a 425 milioni di anni fa (Homeriano - Wenlock - Siluriano)
  - Presunta comparsa del primo esponente (Andreolepis) del  Gruppo Euteleostomi o Osteitti o Pesci ossei, comprendente le classi Actinopterygii e Sarcopterygii (Superclasse pesci), antenati dei tetrapodi.

 Epoca Ludlowiana (423 - 419 milioni di anni fa) 
- intorno a 420 milioni di anni fa (Ludfordiano - Ludlow - Siluriano)
  - Presunta comparsa del primo esponente della classe Sarcopterygii (Superclasse pesci), antenati dei tetrapodi.

 Epoca Pridoliana (419 - 416 milioni di anni fa) 
- intorno a 418 milioni di anni fa (Pridoliano - Siluriano)
  - Presunta comparsa del primo esponente della sottoclasse dei Onychodontida (Superclasse pesci, classe Sarcopterygii), gruppo parafiletico del superclade di sottoclasse Rhipidistia, antenati dei tetrapodi.
- intorno a 417 milioni di anni fa (Pridoliano - Siluriano)
  - Presunta comparsa del primo esponente dei Dipnoi (Superclasse pesci, classe Sarcopterygii), superclade di sottoclasse Rhipidistia), gruppo parafiletico dei Tetrapodomorpha, antenati dei tetrapodi.

 Periodo Devoniano 
- intorno a 416 milioni di anni fa (416,0 ± 2,8 milioni di anni fa)[1]
  - Inizio del periodo Devoniano (fino a 359,2 ± 2,5 milioni di anni fa) dell'Era Paleozoica.[1]

 Epoca del Devoniano inferiore (416 - 397,5 milioni di anni fa) 
- intorno a 416 milioni di anni fa (Lochkoviano - Devoniano inferiore - Devoniano)
  - Presunta comparsa del primo esponente del clade di sottoclasse Rhipidistia (Superclasse pesci, classe Sarcopterygii), che comprende le due sottoclassi Tetrapodomorpha e Dipnoi, antenati dei tetrapodi.
- intorno a 409 milioni di anni fa (Praghiano - Devoniano inferiore - Devoniano)
  - Presunta comparsa del Tungsenia, ritrovato in Cina, pesce della classe Sarcopterygii, che si presume essere il primo esponente della sottoclasse Tetrapodomorpha, antenati dei tetrapodi.
- intorno a 400 milioni di anni fa (Emsiano - Devoniano inferiore - Devoniano)
  - Presunta comparsa del primo esponente della sottoclasse Tetrapodomorpha, pesci della classe Sarcopterygii, antenati dei tetrapodi.

 Epoca del Devoniano medio (397,5 - 385,3 milioni di anni fa) 
- intorno a 395 milioni di anni fa (Eifeliano - Devoniano medio - Devoniano)
  - Presunta comparsa del primo esponente dell'infraordine Eotetrapodiformes della sottoclasse Tetrapodomorpha, pesci della classe Sarcopterygii, antenati dei tetrapodi.
- intorno a 391 milioni di anni fa (Givetiano - Devoniano medio - Devoniano)
  - Presunta comparsa del Notorhizodon, ritrovato in Antartide, pesce della classe Sarcopterygii, sottoclasse Tetrapodomorpha (infraordine Eotetrapodiformes), primo esponente del superordine Tristichopteridae, antenati dei tetrapodi.

 Epoca del Devoniano superiore (385,3 - 359,2 milioni di anni fa) 
- intorno a 385 milioni di anni fa (Frasniano - Devoniano superiore - Devoniano)
  - Presunta comparsa del Eustenottero, ritrovato in Canada orientale, Scozia e Russia, pesce della classe Sarcopterygii, sottoclasse Tetrapodomorpha (infraordine Eotetrapodiformes, superordine Tristichopteridae, ordine Osteolepiformes) avente già la colonna vertebrale e le ossa del cranio simile a quelle dei primi tetrapodi.
- intorno a 383 milioni di anni fa (Frasniano - Devoniano superiore - Devoniano)
  - Presunta comparsa del Platycephalichthys e successivamente del Tinirau, ritrovato nel Nevada, pesce della classe Sarcopterygii, sottoclasse Tetrapodomorpha (infraordine Eotetrapodiformes), antenati dei tetrapodi, primi vertebrati a differenziare gli arti posteriori.
- intorno a 380 milioni di anni fa (Frasniano - Devoniano superiore - Devoniano)
  - Presunta comparsa del Panderichthys rhombolepis, ritrovato in Lettonia, pesce della classe Sarcopterygii, sottoclasse Tetrapodomorpha (infraordine Eotetrapodiformes, superordine Elpistostegalia) avente già le primitive caratteristiche dei tetrapodi, primi vertebrati ad essere dotati di un apparato respiratorio simile agli insetti e a anfibi primitivi (spiracolo), che si evolverà nell'ossicino della staffa, una delle tre ossa che costituiscono l'orecchio medio dell'Uomo.
- intorno a 377 milioni di anni fa (Frasniano - Devoniano superiore - Devoniano)
  - Inizio dell'evento di Estinzione di massa detto del Devoniano superiore, (evento Kellwasser) che interessò una percentuale stimata in circa l'82% delle specie viventi. Anche se alcuni ricercatori suggeriscono come causa dell'estinzione alcuni impatti asteroidali, non dovrebbe in realtà essersi trattato di un evento improvviso in quanto le estinzioni si svilupparono durante un periodo di circa 3 milioni di anni. Gli eventi di estinzione furono accompagnati da una diffusa anossia oceanica (carenza di ossigeno), permettendo la conservazione della sostanza organica, che si accumulo' nelle zone asciutte favorendo l'evoluzione dai pesci agli anfibi.
- intorno a 375 milioni di anni fa (Frasniano - Devoniano superiore - Devoniano)
  - Presunta comparsa del Tiktaalik roseae, ritrovato sull'isola di Ellesmere, Nunavut, nel nord del Canada, pesce della classe Sarcopterygii, sottoclasse Tetrapodomorpha (infraordine Eotetrapodiformes, superordine Elpistostegalia, ordine Stegocephalia), avente già le primitive caratteristiche dei tetrapodi, modello transizionale tra pesci e anfibi.
- intorno a 374 milioni di anni fa (Famenniano - Devoniano superiore - Devoniano)
  - Presunta comparsa del tetrapode primitivo Ichthyostega, ritrovato in Groenlandia orientale, tetrapode primitivo, esempio da manuale di forma transizionale, dati i caratteri intermedi tra pesci e anfibi.
- intorno a 365 milioni di anni fa (Famenniano - Devoniano superiore - Devoniano)
  - Presunta comparsa del tetrapode primitivo Acanthostega gunnari, ritrovato in Groenlandia, primo tetrapode pienamente capace di camminare sulla terra.

Periodo  Carbonifero 
- intorno a 360 milioni di anni fa (359,2 ± 2,5 milioni di anni fa)[1]
  - Inizio del periodo Carbonifero (fino a 299,0 ± 0,8 milioni di anni fa) dell'Era Paleozoica.[1]

 Epoca del Carbonifero inferiore (360 - 318 milioni di anni fa) 
- intorno a 350 milioni di anni fa (Tournaisiano - Carbonifero Inferiore - Carbonifero)
  - Presunta comparsa dei Labyrinthodontia, (per alcuni 395 milioni di anni fa) primi esseri riconosciuti di appartenere alla classe anfibi, probabilmente i primi vertebrati sostanzialmente terrestri.
- intorno a 340 milioni di anni fa (Viséano - Carbonifero Inferiore - Carbonifero)
  - Presunta comparsa di Casineria kiddi, primo esponente della supraclasse Amniota, comprendente Sinapsidi e Sauropsidi, ovvero Tetrapodi superiori, capaci di deporre uova complesse in ambienti secchi (quindi capaci di vivere perennemente sulla terraferma), in cui non si ha più la fase larvale, ma i nati sono copie in miniatura dei genitori. In questa epoca ci fu forse la separazione fra gli Anfibi e gli Amnioti stessi, antenati dei Mammiferi, che cominciarono ad abbandonare gli ambienti acquatici.
- intorno a 330 milioni di anni fa (Viséano - Carbonifero Inferiore - Carbonifero)
  - Presunta comparsa della classe Synapsida comprendenti gli ordini dei Pelycosauria e dei Therapsida, antenati dei Mammiferi. In questa epoca ci fu forse l'importante separazione fra i Synapsida stessi, antenati dei Mammiferi, e il clade Sauropsida, comprendenti le classi dei Rettili e Uccelli.
- intorno a 325 milioni di anni fa (Serpukhoviano - Carbonifero Inferiore - Carbonifero)
  - Presunta comparsa dell'ordine Pelycosauria diretti antenati dei Therapsida antenati dei Mammiferi. Essi comprendevano i primitivi Caseidae (sottordine Caseasauria), primi grossi erbivori terrestri mai conosciuti, e il sottordine Eupelycosauria, comprendenti l'infraordine Sphenacodontia, a sua volta antenato dell'ordine Therapsida o rettili mammaliani, a loro volta antenati dei Mammiferi.
- intorno a 320 milioni di anni fa (Serpukhoviano - Carbonifero Inferiore - Carbonifero)
  - Presunta comparsa di Archaeothyris florensis, primo esponente del sottordine Eupelycosauria. Sviluppo del cranio lungo e basso, più simile agli antenati dei mammiferi che ai loro predecessori, e sviluppo di una forte muscolatura mascellare, legata in una "finestra" posta sul retro del cranio, che permetteva un'ampia apertura delle fauci, tipica dei rettili mammaliani, o Terapsidi.

 Epoca del Carbonifero superiore (318 - 299 milioni di anni fa) 
- intorno a 318 milioni di anni fa (318,1 ± 1,3 milioni di anni fa) - (Gzheliano - Carbonifero Superiore - Carbonifero)[1]
  - Inizio dell'epoca del Carbonifero Superiore (fino a 299,0 ± 0,8 milioni di anni fa) del periodo Carbonifero dell'Era Paleozoica[1]
- intorno a 303 milioni di anni fa (Gzheliano - Carbonifero Superiore - Carbonifero)
  - Presunta comparsa di Haptodus, primo esponente dell'infraordine Sphenacodontia. Svilupparono dei sistemi corporei termoregolatori, e da questi discendono alcuni superpredatori come il Dimetrodon, dotati di una vela dorsale, e lo Sphenacodon, tipici della zona boreale.

Periodo Permiano 
- intorno a 300 milioni di anni fa (299,0 ± 0,8 milioni di anni fa) - (Permiano inferiore - Asseliano)[1]
  - Inizio del periodo Permiano dell'Era Paleozoica (fino a 251,0 ± 0,4 milioni di anni fa).[1]
  - Nasce la stella Sirio, la più brillante del firmamento, distante circa 8,6 anni luce (ipotesi più retrodatante)

 Epoca del Permiano inferiore (299 - 270,6 milioni di anni fa) 
- - Inizio dell'epoca del Permiano inferiore (fino a 270,6 ± 0,7 milioni di anni fa) del periodo Permiano dell'Era Paleozoica.[1]
- intorno a 275 milioni di anni fa (Kunguriano - Permiano inferiore)
  - Presunta comparsa dei Therapsida, o Rettili mammaliani della classe Synapsida, comprendenti i cinodonti antenati dei Mammiferi. Furono i primi a sviluppare la capacità di mantenere costante la temperatura del corpo, la maturazione dell'uovo dentro il corpo, l'allattamento, ecc, e iniziarono a popolare la zona australe.

 Epoca del Permiano medio (270,6 - 260,4 milioni di anni fa) 
- intorno a 271 milioni di anni fa (270,6 ± 0,7 milioni di anni fa) - (Permiano medio - Roadiano)[1]
  - Inizio dell'epoca del Permiano medio (fino a 260,4 ± 0,7 milioni di anni fa) del periodo Permiano dell'Era Paleozoica.[1]
- intorno a 270 milioni di anni fa (Roadiano - Permiano medio)
  - Presunta comparsa dei Therocephalia antenati dei cinodonti e dei Mammiferi. Finestre temporali ampie, mascelle robuste, postura più eretta.
- intorno a 265 milioni di anni fa (Capitaniano - Permiano medio)
  - Presunta comparsa del Procynosuchus uno dei primi esponenti dei cinodonti, antenati dei Mammiferi. Aveva l'aspetto simile a una lontra.

 Epoca del Permiano superiore (260,4 - 251 milioni di anni fa) 
- intorno a 260 milioni di anni fa (260,4 ± 0,7 milioni di anni fa) - (Lopingiano - Wuchiapingiano)[1]
  - Inizio dell'epoca del Permiano superiore (fino a 251,0 ± 0,4 milioni di anni fa) del periodo Permiano dell'Era Paleozoica.[1]
- intorno a 255 milioni di anni fa (Permiano superiore - Changhsingiano)
  - Presunta comparsa del Thrinaxodon (subordine Epicynodontia) presunti antenati dei cinodonti dell'infraordine Eucynodontia, a loro volta antenati dei Mammiferi. Si presume fossero capaci di cure parentali, di andare in letargo e dotati di peli e vibrisse.